# Sudiți (gmina Poșta Câlnău)
Sudiți – wieś w Rumunii, w okręgu Buzău, w gminie Poșta Câlnău. W 2011 roku liczyła 1388 mieszkańców.